# Quercus fabrei
Quercus fabrei är en bokväxtart som beskrevs av Henry Fletcher Hance. Quercus fabrei ingår i släktet ekar, och familjen bokväxter. Inga underarter finns listade.